# Municipio de Shyne
El municipio de Shyne (en inglés: Shyne Township) es un municipio ubicado en el condado de Pennington en el estado estadounidense de Dakota del Sur. En el año 2010 tenía una población de 19 habitantes y una densidad poblacional de 0,27 personas por km².

## Geografía
El municipio de Shyne se encuentra ubicado en las coordenadas 44°6′30″N 102°26′11″O / 44.10833, -102.43639. Según la Oficina del Censo de los Estados Unidos, el municipio tiene una superficie total de 69.89 km², de la cual 69,65 km² corresponden a tierra firme y (0,34 %) 0,24 km² es agua.

## Demografía
Según el censo de 2010, había 19 personas residiendo en el municipio de Shyne. La densidad de población era de 0,27 hab./km². De los 19 habitantes, el municipio de Shyne estaba compuesto por el 100 % blancos. Del total de la población el 0 % eran hispanos o latinos de cualquier raza.